# P/2012 TK8 (Tenagra)
P/2012 TK8 (Tenagra) — одна з короткоперіодичних комет сім'ї Юпітера. Ця комета була відкрита 6 жовтня 2012 року; вона мала 19.7m на час відкриття.